# Campeonato Sudamericano de Fútbol Sub-17 de 2009
El XIII Campeonato Sudamericano Sub-17 se realizó en Chile entre el 16 de abril y el 10 de mayo de 2009. Este torneo entregó cuatro cupos a la Copa Mundial de Fútbol Sub-17 de 2009, que se realizó en Nigeria. Los representantes sudamericanos fueron: Brasil, Argentina, Uruguay y Colombia. El torneo se disputó íntegramente en la ciudad de Iquique.

## Participantes
Participaron en el torneo los equipos representativos de las 10 asociaciones nacionales afiliadas a la Confederación Sudamericana de Fútbol:
| - Argentina - Bolivia - Brasil - Chile - Colombia |  | - Ecuador - Paraguay - Perú - Uruguay - Venezuela |

## Sedes
La Federación de Fútbol de Chile anunció las sedes del torneo, pero al poco andar la sub-sede de Alto Hospicio comenzó a presentar atrasos en la construcción de camarines y graderías debido a la falta de recursos económicos. Luego de semanas de incertidumbre, el Estadio Juan Pablo II no albergó partidos del Sudamericano y se cambió la sub-sede por otra ubicada en la misma ciudad de Iquique, el cual era el recinto deportivo ubicado en el ex-Regimiento Granaderos perteneciente al Ejército de Chile, pero que tampoco contó con la aprobación de los organizadores del torneo, por lo que todos los compromisos se jugaron en el Estadio Tierra de Campeones.
| Iquique                     | Iquique |
| --------------------------- | ------- |
| Estadio Tierra de Campeones | Iquique |
|                             | Iquique |
| Capacidad: 12 000           | Iquique |

## Árbitros
La Comisión de Árbitros de la Conmebol seleccionó a diez árbitros y diez árbitros asistentes para el torneo.
| Árbitros          | Asistentes       |
| ----------------- | ---------------- |
| Diego Abal        | Roberto Reta     |
| Joaquín Antequera | César Nistahuz   |
| Evandro Roman     | Dilbert Pedrosa  |
| Jorge Osorio      | Sergio Román     |
| Francisco Peñuela | Humberto Clavijo |

| Árbitros          | Asistentes        |
| ----------------- | ----------------- |
| Daniel Salazar    | Byron Romero      |
| Carlos Galeano    | Rodney Aquino     |
| Víctor Carrillo   | Jonny Bossio      |
| Darío Ubriaco     | William Casavieja |
| Giovanni Perluzzo | Plácido Chuello   |

## Resultados
- Los horarios corresponden a la hora de Chile (UTC-4)

### Primera fase
Los 10 equipos participantes en la primera fase se dividieron en dos grupos de cinco equipos cada uno. Luego de una liguilla simple (a una sola rueda de partidos), el equipo que ocupó la posición primera jugó la final por el título, mientras que los equipos que ocupen la segunda y tercera de cada grupo accedieron a un cuadrangular final.
En caso de empate en puntos en cualquiera de las posiciones, la clasificación se determinó siguiendo en orden los siguientes criterios:
- Diferencia de goles.
- Cantidad de goles marcados.
- El resultado del partido jugado entre los empatados.
- Por sorteo.

En el sorteo realizado el 4 de marzo en el Edificio de la Ex-Aduana de Iquique se desarrolló el sorteo de los grupos.

#### Grupo A
| Equipo   | Pts. | PJ | PG | PE | PP | GF | GC | Dif |
| -------- | ---- | -- | -- | -- | -- | -- | -- | --- |
| Brasil   | 9    | 4  | 3  | 0  | 1  | 10 | 2  | 8   |
| Colombia | 8    | 4  | 2  | 2  | 0  | 6  | 3  | 3   |
| Bolivia  | 4    | 4  | 1  | 1  | 2  | 3  | 6  | -3  |
| Paraguay | 4    | 4  | 1  | 1  | 2  | 3  | 7  | -4  |
| Perú     | 3    | 4  | 1  | 0  | 3  | 4  | 8  | -4  |

| 17 de abril de 2009, 19:00 | Paraguay | 0:4 (0:3) | Brasil                                                          | Estadio Tierra de Campeones, Iquique |                                    |
|                            |          | Reporte   | Carlao 12' · Zezinho 30' · Coutinho 45+2' (p) · Felipinho 90+2' | Árbitro(s): Diego Abal (Argentina)   | Árbitro(s): Diego Abal (Argentina) |

| 17 de abril de 2009, 22:00 | Bolivia     | 1:1 (0:1) | Colombia   | Estadio Tierra de Campeones, Iquique |                                      |
|                            | Mendoza 74' | [http://old.conmebol.com/conmeboltest/competiciones_evento_reporte.jsp?evento=1062&ano=2009&dv=1&flt=A&id=2&slangab=S (enlace roto disponible en Internet Archive; véase el historial, la primera versión y la última). Reporte] | Cardona 1' | Árbitro(s): Daniel Salazar (Ecuador) | Árbitro(s): Daniel Salazar (Ecuador) |

| 20 de abril de 2009, 19:00 | Brasil                                         | 3:0 (2:0) | Perú | Estadio Tierra de Campeones, Iquique |                                     |
|                            | Gerson 37' · Coutinho 39' (p) · Wellington 83' | Reporte   |      | Árbitro(s): Darío Ubriaco (Uruguay)  | Árbitro(s): Darío Ubriaco (Uruguay) |

| 20 de abril de 2009, 22:00 | Bolivia        | 1:0 (1:0) | Paraguay | Estadio Tierra de Campeones, Iquique      |                                           |
|                            | Justiniano 11' | Reporte   |          | Árbitro(s): Giovanni Perluzzo (Venezuela) | Árbitro(s): Giovanni Perluzzo (Venezuela) |

| 23 de abril de 2009, 19:00 | Colombia               | 2:0 (1:0) | Brasil | Estadio Tierra de Campeones, Iquique |                                    |
|                            | Saiz 22' · Cardona 67' | Reporte   |        | Árbitro(s): Diego Abal (Argentina)   | Árbitro(s): Diego Abal (Argentina) |

| 23 de abril de 2009, 22:00 | Paraguay                           | 2:1 (1:0) | Perú       | Estadio Tierra de Campeones, Iquique |                                  |
|                            | Domínguez 23' (pen.) · Salinas 59' | Reporte   | Zapata 70' | Árbitro(s): Jorge Osorio (Chile)     | Árbitro(s): Jorge Osorio (Chile) |

| 26 de abril de 2009, 19:00 | Paraguay  | 1:1 (1:0) | Colombia    | Estadio Tierra de Campeones, Iquique |                                     |
|                            | Acuña 32' | Reporte   | Cardona 88' | Árbitro(s): Darío Ubriaco (Uruguay)  | Árbitro(s): Darío Ubriaco (Uruguay) |

| 26 de abril de 2009, 22:00 | Bolivia    | 1:2 (0:0) | Perú                       | Estadio Tierra de Campeones, Iquique |                                      |
|                            | Méndez 73' | Reporte   | Zapata 52' (p) · Reyes 89' | Árbitro(s): Daniel Salazar (Ecuador) | Árbitro(s): Daniel Salazar (Ecuador) |

| 29 de abril de 2009, 19:00 | Brasil                                  | 3:0 (0:0) | Bolivia | Estadio Tierra de Campeones, Iquique |                                  |
|                            | Dodó 49' · Wellington 54' · Romário 66' | Reporte   |         | Árbitro(s): Jorge Osorio (Chile)     | Árbitro(s): Jorge Osorio (Chile) |

| 29 de abril de 2009, 22:00 | Colombia               | 2:1 (1:0) | Perú     | Estadio Tierra de Campeones, Iquique |                                    |
|                            | Ramos 14' · Robles 68' | Reporte   | Chuy 71' | Árbitro(s): Diego Abal (Argentina)   | Árbitro(s): Diego Abal (Argentina) |

#### Grupo B
| Equipo    | Pts. | PJ | PG | PE | PP | GF | GC | Dif |
| --------- | ---- | -- | -- | -- | -- | -- | -- | --- |
| Argentina | 10   | 4  | 3  | 1  | 0  | 8  | 2  | 6   |
| Uruguay   | 7    | 4  | 2  | 1  | 1  | 5  | 4  | 1   |
| Ecuador   | 5    | 4  | 1  | 2  | 1  | 4  | 3  | 1   |
| Chile     | 4    | 4  | 1  | 1  | 2  | 4  | 7  | -3  |
| Venezuela | 1    | 4  | 0  | 1  | 3  | 1  | 6  | -5  |

| 18 de abril de 2009, 19:00 | Argentina                      | 2:0 (1:0) | Venezuela | Estadio Tierra de Campeones, Iquique |                                    |
|                            | Espíndola 10' (p) · Araujo 58' | Reporte   |           | Árbitro(s): Víctor Carrillo (Perú)   | Árbitro(s): Víctor Carrillo (Perú) |

| 18 de abril de 2009, 22:00 | Chile            | 1:3 (0:1) | Uruguay                            | Estadio Tierra de Campeones, Iquique     |                                          |
|                            | González 83' (p) | Reporte   | Barreto 35' (p) 55' · Gallegos 79' | Árbitro(s): Francisco Peñuela (Colombia) | Árbitro(s): Francisco Peñuela (Colombia) |

| 21 de abril de 2009, 19:00 | Venezuela | 0:2 (0:0) | Ecuador              | Estadio Tierra de Campeones, Iquique    |                                         |
|                            |           | Reporte   | Celi 62' · Tello 87' | Árbitro(s): Joaquín Antequera (Bolivia) | Árbitro(s): Joaquín Antequera (Bolivia) |

| 21 de abril de 2009, 22:00 | Chile           | 1:3 (1:1) | Argentina                                      | Estadio Tierra de Campeones, Iquique                              |                                                                   |
|                            | González 6' (p) | Reporte   | Villalba 10' · Araujo 63' · González Pírez 67' | Asistencia: 8.000 espectadores Árbitro(s): Evandro Roman (Brasil) | Asistencia: 8.000 espectadores Árbitro(s): Evandro Roman (Brasil) |

| 24 de abril de 2009, 19:00 | Argentina    | 1:1 (1:0) | Ecuador            | Estadio Tierra de Campeones, Iquique  |                                       |
|                            | Villalba 19' | Reporte   | De la Cruz 57' (p) | Árbitro(s): Carlos Galeano (Paraguay) | Árbitro(s): Carlos Galeano (Paraguay) |

| 24 de abril de 2009, 22:00 | Venezuela | 0:1 (0:1) | Uruguay      | Estadio Tierra de Campeones, Iquique |                                    |
|                            |           | Reporte   | Laureiro 23' | Árbitro(s): Víctor Carrillo (Perú)   | Árbitro(s): Víctor Carrillo (Perú) |

| 27 de abril de 2009, 19:00 | Uruguay | 0:2 (0:1) | Argentina                   | Estadio Tierra de Campeones, Iquique     |                                          |
|                            |         | Reporte   | Araujo 11' · Villalba 90+1' | Árbitro(s): Francisco Peñuela (Colombia) | Árbitro(s): Francisco Peñuela (Colombia) |

| 27 de abril de 2009, 22:00 | Chile     | 1:0 (0:0) | Ecuador | Estadio Tierra de Campeones, Iquique                                   |                                                                        |
|                            | Andía 87' | Reporte   |         | Asistencia: 5.000 espectadores Árbitro(s): Joaquín Antequera (Bolivia) | Asistencia: 5.000 espectadores Árbitro(s): Joaquín Antequera (Bolivia) |

| 30 de abril de 2009, 19:00 | Uruguay          | 1:1 (1:1) | Ecuador            | Estadio Tierra de Campeones, Iquique |                                    |
|                            | De Los Santos 1' | Reporte   | De La Cruz 23' (p) | Árbitro(s): Víctor Carrillo (Perú)   | Árbitro(s): Víctor Carrillo (Perú) |

| 30 de abril de 2009, 22:00 | Chile        | 1:1 (1:1) | Venezuela     | Estadio Tierra de Campeones, Iquique                                 |                                                                      |
|                            | Dittborn 27' | Reporte   | Centofani 45' | Asistencia: 7.000 espectadores Árbitro(s): Carlos Galeano (Paraguay) | Asistencia: 7.000 espectadores Árbitro(s): Carlos Galeano (Paraguay) |

### Segunda fase
Esta etapa se disputará en un formato especial para este Sudamericano. Para determinar a las cuatro selecciones clasificadas a la Copa Mundial de Fútbol Sub-17 de 2009, la Conmebol ha determinado lo siguiente:
- Los ganadores de cada grupo disputarán el partido por el campeonato.[6] Además estas selecciones, por el solo hecho de llegar a disputar este encuentro, se considerarán clasificadas para el Mundial de la categoría.
- Las selecciones que clasifiquen en el segundo y tercer lugar de cada grupo, disputarán un cuadrangular bajo el formato de todos contra todos y en donde las dos primeras selecciones que ocupen la tabla de posiciones de dicho cuadrangular serán las clasificadas al Mundial de la categoría.

#### Cuadrangular
| Equipo   | Pts. | PJ | PG | PE | PP | GF | GC | Dif |
| -------- | ---- | -- | -- | -- | -- | -- | -- | --- |
| Uruguay  | 7    | 3  | 2  | 1  | 0  | 6  | 2  | 4   |
| Colombia | 6    | 3  | 2  | 0  | 1  | 5  | 3  | 2   |
| Bolivia  | 4    | 3  | 1  | 1  | 1  | 6  | 4  | 2   |
| Ecuador  | 0    | 3  | 0  | 0  | 3  | 2  | 10 | -8  |

| 3 de mayo de 2009, 19:00 | Bolivia          | 1:1 (0:0) | Uruguay     | Estadio Tierra de Campeones, Iquique                                     |                                                                          |
|                          | Justiniano 90+1' | Reporte   | Barreto 78' | Asistencia: 2.000 espectadores Árbitro(s): Giovanni Perluzzo (Venezuela) | Asistencia: 2.000 espectadores Árbitro(s): Giovanni Perluzzo (Venezuela) |

| 3 de mayo de 2009, 22:00 | Colombia               | 3:0 (3:0) | Ecuador | Estadio Tierra de Campeones, Iquique                            |                                                                 |
|                          | Cardona 1' 27' 40' (p) | Reporte   |         | Asistencia: 2.000 espectadores Árbitro(s): Jorge Osorio (Chile) | Asistencia: 2.000 espectadores Árbitro(s): Jorge Osorio (Chile) |

| 6 de mayo de 2009, 19:00 | Colombia | 0:2 (0:1) | Uruguay                  | Estadio Tierra de Campeones, Iquique  |                                       |
|                          |          | Reporte   | Gallegos 26' · Arias 68' | Árbitro(s): Carlos Galeano (Paraguay) | Árbitro(s): Carlos Galeano (Paraguay) |

| 6 de mayo de 2009, 22:00 | Ecuador        | 1:4 (0:2) | Bolivia                                    | Estadio Tierra de Campeones, Iquique                              |                                                                   |
|                          | Villaprado 73' | Reporte   | Álvarez 29' 34' · Galindo 66' · Castro 74' | Asistencia: 3.000 espectadores Árbitro(s): Víctor Carrillo (Perú) | Asistencia: 3.000 espectadores Árbitro(s): Víctor Carrillo (Perú) |

| 9 de mayo de 2009, 16:45 | Bolivia    | 1:2 (1:2) | Colombia                      | Estadio Tierra de Campeones, Iquique                            |                                                                 |
|                          | Álvarez 6' | Reporte   | Cardona 30' (p) · Burbano 40' | Asistencia: 4.000 espectadores Árbitro(s): Jorge Osorio (Chile) | Asistencia: 4.000 espectadores Árbitro(s): Jorge Osorio (Chile) |

| 9 de mayo de 2009, 19:00 | Ecuador     | 1:3 (0:1) | Uruguay                    | Estadio Tierra de Campeones, Iquique                              |                                                                   |
|                          | Caicedo 66' | Reporte   | Barreto 36' · Luna 53' 58' | Asistencia: 2.000 espectadores Árbitro(s): Diego Abal (Argentina) | Asistencia: 2.000 espectadores Árbitro(s): Diego Abal (Argentina) |

#### Final
| 9 de mayo de 2009, 22:00 | Argentina                                                                                          | 2:2 (0:1) (5:6 p.)         | Brasil                                                                                                 | Estadio Tierra de Campeones, Iquique                                  |                                                                       |
|                          | González 65' · Espíndola 87' (p)                                                                   | Reporte                    | Zezinho 3' · Coutinho 56'                                                                              | Asistencia: 5000 espectadores Árbitro(s): Joaquín Antequera (Bolivia) | Asistencia: 5000 espectadores Árbitro(s): Joaquín Antequera (Bolivia) |
|                          | | Tiros desde el punto penal | |                                                                       |                                                                       |
|                          | Araujo · Villalba · Matías Rotondi · Orfano · Espíndola · Olid Apaza · Martínez · Marín · Kruspzky |                            | Joao Pedro · Gerson · Zezinho · Coutinho · Eduardo · Fernando · Carlao · Maurício Antônio · Wellington |                                                                       |                                                                       |

|                           |
| Bandera de Brasil         |
| Campeón Brasil 9.º título |

## Clasificados al Mundial Sub-17 Nigeria 2009
| Bandera de Brasil | Bandera de Argentina | Bandera de Uruguay | Bandera de Colombia |
| Brasil            | Argentina            | Uruguay            | Colombia            |

## Estadísticas

### Tabla general
| Pos. | Equipo    | Pts | PJ | PG | PE | PP | GF | GC | Dif | Rend. |
| ---- | --------- | --- | -- | -- | -- | -- | -- | -- | --- | ----- |
| 1    | Brasil    | 10  | 5  | 3  | 1  | 1  | 12 | 4  | 8   | -     |
| 2    | Argentina | 11  | 5  | 3  | 2  | 0  | 10 | 4  | 6   | -     |
| 3    | Uruguay   | 14  | 7  | 4  | 2  | 1  | 11 | 6  | 5   | -     |
| 4    | Colombia  | 14  | 7  | 4  | 2  | 1  | 11 | 6  | 5   | -     |
| 5    | Bolivia   | 8   | 7  | 2  | 2  | 3  | 9  | 10 | -1  | -     |
| 6    | Ecuador   | 5   | 7  | 1  | 2  | 4  | 6  | 13 | -7  | -     |
| 7    | Chile     | 4   | 4  | 1  | 1  | 2  | 4  | 7  | -3  | -     |
| 8    | Paraguay  | 4   | 4  | 1  | 1  | 2  | 3  | 7  | -4  | -     |
| 9    | Perú      | 3   | 4  | 1  | 0  | 3  | 4  | 8  | -4  | -     |
| 10   | Venezuela | 1   | 4  | 0  | 1  | 3  | 1  | 6  | -5  | -     |

### Goleadores
| Jugador           | Selección | Goles |
| ----------------- | --------- | ----- |
| Edwin Cardona     | Colombia  | 7     |
| Gonzalo Barreto   | Uruguay   | 4     |
| Sergio Araujo     | Argentina | 3     |
| Daniel Villalva   | Argentina | 3     |
| Gilbert Álvarez   | Bolivia   | 3     |
| Philippe Coutinho | Brasil    | 3     |